# Liste der Monuments historiques in Bouy-Luxembourg
Die Liste der Monuments historiques in Bouy-Luxembourg führt die Monuments historiques in der französischen Gemeinde Bouy-Luxembourg auf.

## Liste der Immobilien
| Bezeichnung    | Beschreibung            | Standort               | Kennzeichnung | Schutzstatus | Datum | Bild           |
| -------------- | ----------------------- | ---------------------- | ------------- | ------------ | ----- | -------------- |
| Kirche St-Loup | aus dem 16. Jahrhundert | Rue de l’Église (Lage) | PA00078056    | Classé       | 1980  | weitere Bilder |

## Liste der Objekte
| Bezeichnung                        | Beschreibung                                                                   | Standort                     | Kennzeichnung | Schutzstatus | Datum | Bild |
| ---------------------------------- | ------------------------------------------------------------------------------ | ---------------------------- | ------------- | ------------ | ----- | ---- |
| Lupus-von-Troyes-Reliquiar         | Kupfer, vergoldet und emailliert, 1359; im Kathedralschatz in Troyes deponiert | in der Kirche St-Loup (Lage) | PM10000316    | Classé       | 1960  |      |
| Skulptur einer Heiligen            | Kalkstein, 17. Jahrhundert                                                     | in der Kirche St-Loup (Lage) | PM10004518    | Inscrit      | 1984  |      |
| Skulptur Heiliger Lupus von Troyes | Kalkstein, farbig gefasst, 16. Jahrhundert                                     | in der Kirche St-Loup (Lage) | PM10000317    | Classé       | 1960  |      |
| Skulptur Heilige Sabina            | Kalkstein, farbig gefasst, 16. Jahrhundert                                     | in der Kirche St-Loup (Lage) | PM10000319    | Classé       | 1960  |      |
| Skulptur Johannes der Täufer       | Kalkstein, farbig gefasst, 16. Jahrhundert                                     | in der Kirche St-Loup (Lage) | PM10000318    | Classé       | 1960  |      |
| Kirchenfenster                     | aus dem 16. Jahrhundert                                                        | in der Kirche St-Loup (Lage) | PM10000315    | Classé       | 1913  |      |
| Skulptur Madonna mit Kind          | Kalkstein, farbig gefasst, 14. Jahrhundert                                     | in der Kirche St-Loup (Lage) | PM10000320    | Classé       | 1980  |      |